# 3-я отдельная армия предупреждения о ракетном нападении особого назначения
3-я отдельная армия предупреждения о ракетном нападении особого назначения (3-я ОА ПРН ОН) — отдельное оперативное объединение (отдельная армия) в составе Радиотехнических войск ПВО СССР, Радиотехнических войск Российской Федерации и Ракетных войск стратегического назначения Российской Федерации, существовавшее с 1977 по 1998 годы.
Объединение обеспечивало радиотехническое обеспечение Войск противоракетной обороны ПВО СССР, для предупреждения о ракетном нападении с помощью загоризонтных РЛС и космических спутников.

## История

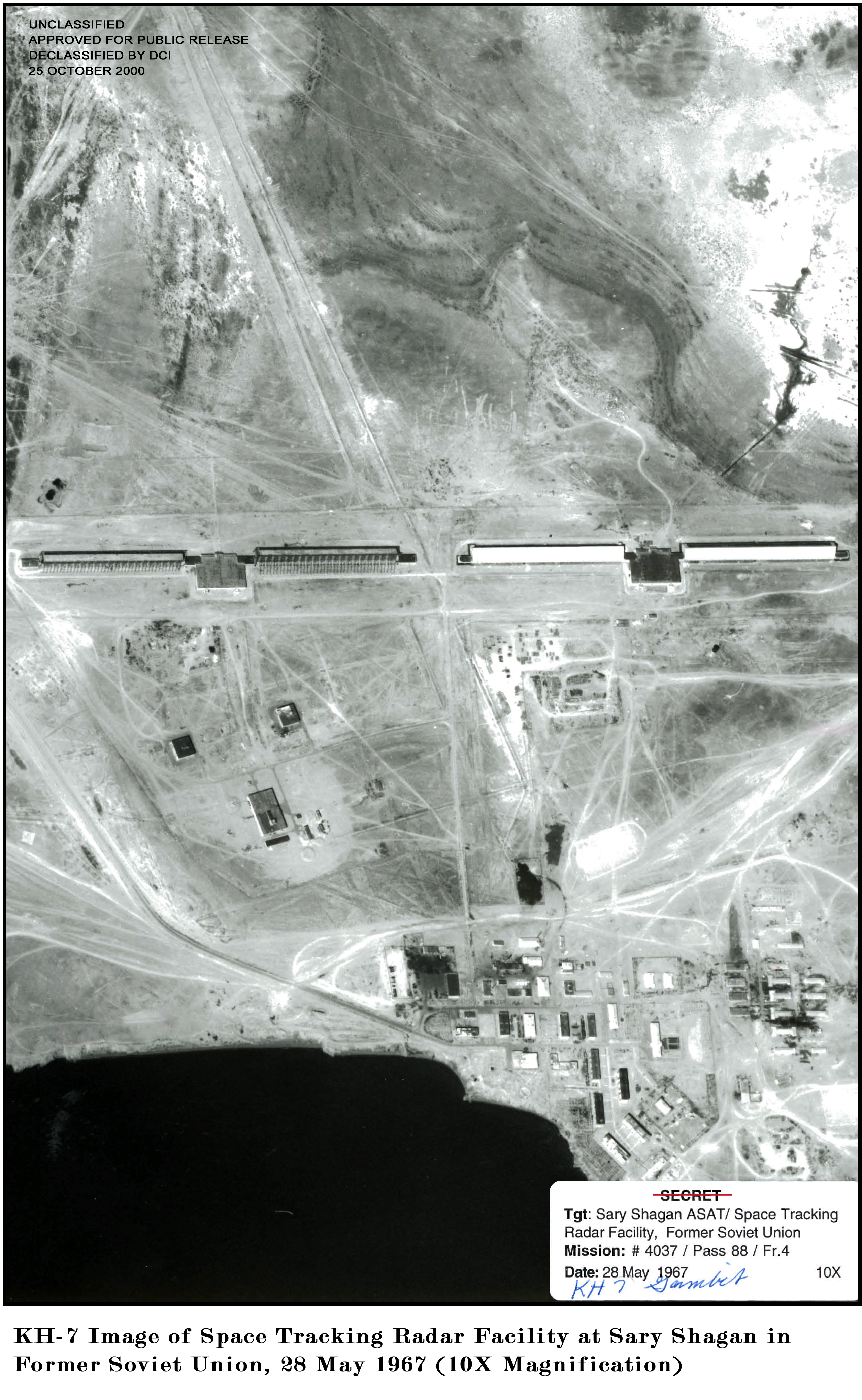
Снимок из космоса позиций двух РЛС «Днестр»
49-го отдельного радиотехнического узла
1-й дивизии предупреждения о ракетном нападении.
Балхаш-9, Казахская ССР. Май 1967 год

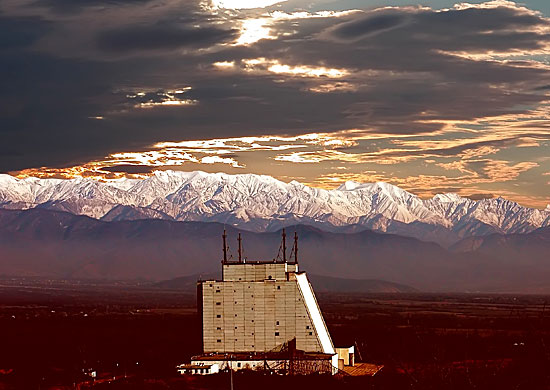
Бывший передающий центр РЛС Дарьял
428-го отдельного радиотехнического узла
3-й отдельной армии ПРН
.Азербайджан. 2016 год

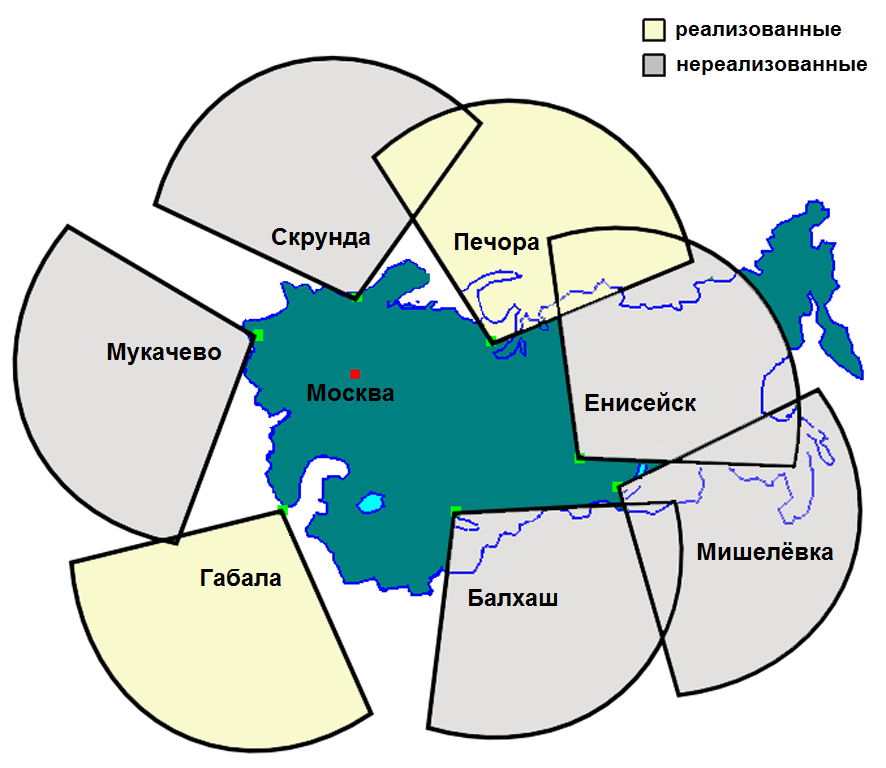
Планы размещения РЛС «Дарьял»
3-й отдельной армии ПРН

К середине 60-х годов в военных, научных и промышленных кругах постепенно сформировалось убеждение в необходимости решения проблем раннего обнаружения ракетного нападения и постоянного контроля за состоянием и изменением космической обстановки, которое материализовалось в соответствующие технические предложения.
В целях обеспечения системы "Истребитель спутников" целеуказаниями и обнаружения ракетного нападения 15 ноября 1962 г. было принято постановление ЦК КПСС и Совета Министров СССР «О создании системы обнаружения и целеуказания системы ИС, средств предупреждения о ракетном нападении и экспериментального комплекса средств сверхдальнего обнаружения запусков баллистических ракет, ядерных взрывов и самолетов за пределами горизонта». Постановлением была задана разработка комплекса раннего обнаружения  ракет (РО) и комплекса обнаружения спутников (ОС). Головной организацией по созданию систем и узлов РО и ОС был определён Радиотехнический институт Академии наук СССР, а генеральным конструктором — академик А. Л. Минц. На НИИ-2 Министерства обороны была возложена роль головной организации по разработке боевых алгоритмов узлов. Генеральным заказчиком комплексов РО и ОС являлось 4 Главное управление Министерства обороны СССР (4 ГУ МО). Для ввода в строй создаваемых систем в составе 4 ГУ МО 1 июля 1963 г. было сформировано специальное управление 154-го радиотехнического центра (РТЦ-154).
В начале 1964 года развернулось строительство первых радиолокационных узлов обнаружения баллистических ракет — РО-1 (Мурманск) и РО-2 (Рига); и первых узлов обнаружения спутников — ОС-1 (Балхаш) и ОС-2 (Иркутск). Для повышения точности определения типа обнаруженных целей узлами РО-1 и РО-2 в 1965 году было принято решение о строительстве КП РО для траекторной обработки, селекции и объединения радиолокационной информации от узлов РО-1 и РО-2 и передачи достоверной информации на ЦКП Генштаба.
В соответствии с директивой Генштаба ВС СССР от 30 марта 1967 г. к сентябрю 1967 г. было сформировано управление 1-й дивизии раннего предупреждения. В состав дивизии из РТЦ-154 переданы вводимые в строй части комплекса РО: РО-1 (Мурманск), РО-2 (Рига) и КП РО в Солнечногорске. Дивизия подчинялась командующему войсками ПРО и ПКО.
15 февраля 1971 г. в соответствии с приказом министра обороны дивизия в составе Мурманского и Рижского радиотехнических узлов и командного пункта в Солнечногорске заступила на боевое дежурство. Она стала именоваться 1-я отдельная дивизия предупреждения о ракетном нападении (1-я ОД ПРН). Боевая задача дивизии заключалась в своевременном, с высокой степенью достоверности, обнаружении возможного налёта баллистических ракет на СССР и страны Варшавского договора и выдаче высшему политическому и военному руководству страны установленных сигналов предупреждения о ракетном нападении.
В 1971 году была принята в эксплуатацию первая очередь системы контроля космического пространства в составе узлов ОС-1 (Балхаш), ОС-2 (Иркутск) и Центра контроля космического пространства. В 1972 году узлы ОС-1 и ОС-2 были организационно объединены во 2-ю дивизию разведки космического пространства (РКП), боевая задача которой состояла в обнаружении БР и космических объектов на Дальневосточном и Юго-Восточном ракетоопасных направлениях с передачей информации на Командный пункт системы предупреждения о ракетном нападении (КП СПРН).
В июне 1967 г. вышло постановление ЦК КПСС и Совета министров СССР, которым предусматривалось строительство ещё одного узла РО — РО-4 в Севастополе, а аналогичным постановлением 1972 года было задано строительства узла РО-5 в Мукачево. В 1969 г. постановлением ЦК КПСС и Совета министров СССР была задана разработка новой РЛС и после долгих согласований выбраны места её развёртывания - узел РО-30 в Печоре и узел РО-7 в Куткашене (Мингечаур, Габала). 29 сентября 1969 г. вышло постановление ЦК КПСС и Совета министров СССР о создании высокоорбитальной космической системы предупреждения УС-К. 18 января 1972 г. вышло постановление ЦК КПСС и Совета министров СССР о строительстве узлов с загоризонтными РЛС в районе Чернобыль-Чернигов и Комсомольск-на-Амуре..
Все созданные соединения раннего предупреждения с загоризонтными РЛС с дальностью обнаружения до 5000 километров, находились в составе Радиотехнических войск.
Во исполнение решения Совета Обороны СССР в соответствии с директивой МО СССР № 314/7/00827 от 18 июня 1977 г. была сформирована 3-я отдельная армия предупреждения о ракетном нападении особого назначения. В состав армии вошли: командный пункт СПРН, 1-я отдельная дивизия ПРН в составе четырёх отдельных узлов предупреждения (ОРУП) - Мурманск, Рига, Севастополь, Мукачево и 2-я дивизия РКП в составе двух отдельных радиотехнических узлов (ОРТУ РКП) - Балхаш, Иркутск. Формирование управления армии было завершено 12 сентября 1977 г. Первым командующим армией был назначен командир 1-й отдельной дивизии ПРН генерал-майор Стрельников В. К., начальником штаба стал генерал-майор Завалий Н. Г..
Со строительством новых РЛС, созданием РЛС загоризонтного обнаружения стартов баллистических ракет и космических систем обнаружения стартов происходило постепенное увеличение состава 3-й отдельной армии и расширение решаемых ею задач. В апреле 1979 г. в состав армии включён ОРТУ космической системы предупреждения УС-К (Серпухов). В 1982 году в состав армии введён ОРТУ загоризонтного обнаружения в Комсомольске-на-Амуре. В феврале 1983 г. в армию был передан и включён в состав 1-й дивизии ПРН Печорский узел. В ноябре 1984 г. в состав 1-й дивизии ПРН был прият Мингечаурский (Габалинский) узел. В июле 1988 г. в состав армии был передан запасный командный пункт (Луховицы).
По утверждению западных экспертов в 1989 году Радиотехнические войска ПВО СССР имели на вооружении 11 наземных радаров и множество спутников для обеспечения стратегического раннего предупреждения о пусках ракет противника. Они также использовали шесть больших радаров с фазированной антенной решеткой для обнаружения баллистических ракет. Эти радары также могли служить в качестве радаров обнаружения и сопровождения целей для управления пусковыми установками ПРО в рамках общенациональной защиты от баллистических ракет. В 1989 году в Советском Союзе велось строительство 3 дополнительных площадок для радаров с фазированной антенной решеткой.
14 ноября 1989 г. подписана директива министра обороны СССР, в соответствии с которой ОРТУ загоризонтной локации в районе г. Комсомольска-на-Амуре был снят с боевого дежурства, выведен из состава армии и расформирован.
В результате распада Советского Союза, создания независимого государства и вооруженных сил Украины 8 июля 1992 г. 808 ОРТУ (Севастополь) и 1056 ОРТУ (Мукачево) перешли под юрисдикцию Украины, но продолжали выполнять боевую задачу в интересах СПРН России, находясь в оперативном подчинении 3-й отдельной армии предупреждения о ракетном нападении особого назначения. Другие ОРТУ, оказавшиеся на территории независимых государств — 129 ОРТУ (Скрунда, Латвия), 428 ОРТУ (Габала, Азербайджан) и 49 ОРТУ (Балхаш, Казахстан), остались в составе армии, но их пребывание на территории иностранных государств, порядок функционирования и жизнедеятельности регламентировались отдельными межправительственными соглашениями..
В 1992 году войска ПРО и ПКО в составе Войск ПВО Российской Федерации были переименованы в Войска ракетно-космической обороны. В соответствии с требованиями указа президента РФ от 16 июля 1997 г. № 725с «О первоочередных мерах по реформированию Вооруженных Сил Российской Федерации и совершенствованию их структуры». Войска ПВО, как вид вооружённых сил прекратили существование, управление командующего Войсками РКО было преобразовано в управление РКО Ракетных войск стратегического назначения, 3-я отдельная армия предупреждения о ракетном нападении особого назначения перешла в подчинение непосредственно главнокомандующему РВСН.
31 августа 1998 г. прекратил функционирование 129 ОРТУ (Скрунда), начаты работы по демонтажу РЛС и вывод личного состава, гражданского персонала узла и членов их семей на территорию Российской Федерации.
1 октября 1998 г. 3-я отдельная армия предупреждения о ракетном нападении особого назначения была переформирована в 3-ю отдельную армию ракетно-космической обороны особого назначения с вводом в её состав соединений ПРО и ККП.

## Состав объединения на 1991 год
На момент распада СССР в состав 3-й Отдельной армии предупреждения о ракетном нападении Особого назначения входили следующие соединения и части :
- Управление армии — Солнечногорск, Московская область. Отдельные части при управлении армии:
- 514-й центр управления ранним предупреждением о ракетном нападении — Солнечногорск;
- 487-й центр связи — Солнечногорск;
- 468-я отдельная рота охраны — Солнечногорск;
- 485-й отдельный радиотехнический узел (система «Око») — Серпухов-15;
- 916-й отдельный радиотехнический узел (США-КМО («Прогресс»)) — Серпухов-15;
- 1-я дивизия предупреждения о ракетном нападении (в скобках указана РЛС на вооружении):
- Управление дивизии — Луховицы, Московская область;
- 57-й отдельный радиотехнический узел («Днепр» — 5 единиц) — Оленегорск, Мурманская область;
- 129-й отдельный радиотехнический узел («Днепр-М» — 2 единицы)— Скрунда, ЛатССР;
- 378-й отдельный радиотехнический узел («Дарьял» — 1 единица) — Печора, Коми АССР;
- 428-й отдельный радиотехнический узел («Дарьял» — 1 единица) — Габала, АзССР;
- 808-й отдельный радиотехнический узел («Днепр-М» — 1 единица) — Севастополь, Крымская область, УССР;
- 1056-й отдельный радиотехнический узел («Днепр-М» — 1 единица) — Мукачево, Закарпатская область, УССР.
- 2-я дивизия разведки космического пространства:
- Управление дивизии
- 46-й отдельный радиотехнический узел («Днепр-М» — 5 единиц) — Мишелёвка, Иркутская область;
- 49-й отдельный радиотехнический узел («Днепр» и «Днестр» — по 1 единице) — Балхаш-9, Джезказганская область;

## Командующие объединением
- генерал-лейтенант Стрельников Владимир Константинович — июнь 1977 — декабрь 1980;
- генерал-лейтенант Родионов Николай Иванович — январь 1981 — июнь 1988;
- генерал-лейтенант Смирнов Виктор Михайлович — июнь 1988 — октябрь 1991;
- генерал-лейтенант Соколов Анатолий Васильевич — октябрь 1991 — 1998.
- генерал-майор Мартынов Сергей Сергеевич —  1998.